# Calzada de Don Diego (kommunhuvudort)
Calzada de Don Diego är en kommunhuvudort i Spanien.   Den ligger i provinsen Provincia de Salamanca och regionen Kastilien och Leon, i den centrala delen av landet, 190 km väster om huvudstaden Madrid. Calzada de Don Diego ligger 816 meter över havet och antalet invånare är 221.
Terrängen runt Calzada de Don Diego är platt. Runt Calzada de Don Diego är det glesbefolkat, med 8 invånare per kvadratkilometer. Närmaste större samhälle är Matilla de los Caños del Río, 9,5 km söder om Calzada de Don Diego. Trakten runt Calzada de Don Diego består till största delen av jordbruksmark.